# Confession (film, 1937)
Pour les articles homonymes, voir Confession (homonymie).
Pour plus de détails, voir Fiche technique et Distribution.
Confession est un film de procès dramatique américain de Joe May daté de 1937.
Le film suit une jeune fille qui est courtisée par un pianiste célèbre. Lors d'une de leur première sortie ensemble, une chanteuse abat le pianiste de deux coups de pistolet dans le dos. Lors de son procès, elle ne dévoile pas la raison de son geste, mais quelque chose indique que l'assassin et la victime se connaissaient de longue date et que seuls des événements tragiques ont pu conduire à cette issue.

## Synopsis
Lisa est une jeune fille d'environ 17 ans qui vit avec sa mère, Madame Koslov. Alors que cette dernière doit s'absenter pour trois jours, elle invite sa fille à rester concentrée sur ses leçons de piano. Elle profite de cette liberté pour s'accorder un peu de répit avec une amie et aller boire un verre. Là, un homme élégant qu'elles avaient remarqué leur glisse deux invitations pour une représentation musicale le lendemain soir.
Alors qu'elles se trouvent installées au balcon de l'opéra, un garçon vient leur porter un message ; l'homme qu'elles avaient rencontré est l'artiste qui se produit sur scène, Michael Michailow et celui-ci souhaite rencontrer Lisa après la représentation.
Refusant tout d'abord ses avances, elle concède à le revoir et afin de rester discrets sur leur relation se retrouvent dans un dancing où le public est moins huppé et où la notoriété du pianiste passera inaperçue. Mais alors que Michael embrasse Lisa, la chanteuse le reconnaît et s'évanouit. Embarrassé et visiblement la conscience troublée il s'empresse de prendre Lisa par le bras et lui enjoint de quitter les lieux rapidement. Alors qu'ils se dirigent vers le grand escalier, un numéro de tireur d'élite a lieu sur scène ; au milieu de la pétarade, deux coups de feu retentissent ; la chanteuse - Vera - crie son nom Michael Michailow et l'abat dans le dos.
Un procès s'ouvre. Lisa est entendue comme témoin mais ne connaît pas les liens qui unissaient les deux personnes, Vera et Michael. Sa mère est là aussi dans le public.
Au Président du tribunal qui veut connaître les raisons de son geste, Vera ne dit mot. Soudain, le greffier apporte une valise découverte il y a peu et contenant sans doute des indices. À la menace d'ouvrir celle-ci, Vera demande une audience à huis clos pour expliquer son geste. Sa demande est accordée ; une autre histoire va commencer...
Vera avait connu Michael en 1912 ; à cette époque elle était cantatrice et jouait des pièces composées par lui. Elle était mariée à Leonide et avait un enfant. Michael n'avait de cesse de lui faire des avances qu'elle refusait toujours. Mais un soir, après un spectacle, Michael l'enivre et abuse d'elle. Entre-temps, la Première Guerre mondiale a éclaté et Leonide est parti à la guerre.
Lorsqu'il revient, le soir même de l'adultère, il lui manque un bras. Vera veut lui dire la vérité mais n'en a pas la force.
Michael ne cesse de lui écrire mais Vera ne lui répond plus. Un soir, après un courrier qu'elle aura encore intercepté, elle se décide d'aller retrouver Michael pour lui expliquer qu'elle ne veut plus avoir de rapport avec lui. Lorsqu'elle sort de son appartement, Leonide qui l'avait suivie comprend tout. Il quitte sa femme, lui retire la garde de l'enfant et disparaît de la circulation.
Depuis lors, Vera a connu la misère et n'a retrouvé qu'un emploi de chanteuse de cabaret et de boîtes minables. Elle a su que Leonide a changé de nom, qu'il s'appelle désormais M. Koslov. Elle l'a cherché pendant des années. Un jour elle retrouve son adresse et s'y rend.
Alors qu'elle demande M. Koslov, elle tombe sur son épouse qui lui apprend que M. Koslov est mort depuis 3 ans. Mais dans l'instant Vera peut observer sa fille, qui a grandi. D'ailleurs à la dame qui lui dit qu'elle vit seule avec sa fille, elle lui rétorque « votre fille ? ». Madame Koslov comprend que Vera est la mère biologique de l'enfant qui est dans la pièce, mais la prie de bien vouloir taire ce secret qui ruinerait sa vie future. Vera comprend et les larmes plein les yeux repart, satisfaite au moins d'avoir pu voir à quoi sa fille ressemblait désormais.
Retour sur la scène du procès ; la jeune fille que Michael embrassait était sa fille et elle voulait la protéger de ce coureur de jupons. Ainsi pour se venger du mal subit et pour protéger Lisa, sa fille, Vera a abattu l'homme qui a ruiné sa vie et s'apprêtait à en faire autant avec une nouvelle victime.
Le Président du Tribunal comprend les sentiments de Vera qui veut que cette histoire reste secrète mais afin qu'un jugement puisse être rendu il doit dévoiler celle-ci aux membres du jury. Lorsque celui-ci rend son verdict, la condamnation est clémente.
Mais lorsque le Président prend la parole, Vera tremble de tout son être - son secret va-t-il être dévoilé au grand public et à sa fille qui est là dans la salle ? Pesant chacun de ses mots, le Président déclare simplement que le geste de Vera avait été celui d'une personne dont la vie avait été brisée par Michael...
Vera quitte le tribunal pour être conduite en prison. Dans le couloir, Lisa s'approche d'elle et lui souhaite bon courage. La mère et la fille sont face à face. Désirant ardemment prendre sa fille dans les bras, mais n'esquissant aucun geste, Vera la regarde fixement et part entre deux gardiens vers sa condamnation.

## Fiche technique
- Titre original : Confession
- Réalisation : Joe May
- Scénario : Hans Rameau
- Musique : Peter Kreuder
- Société(s) de production : Warner Bros.
- Société(s) de distribution : Warner Bros.
- Pays de production :  États-Unis
- Langue originale : anglais américain
- Format : noir et blanc — 35 mm — 1,37:1 — son Mono
- Genre : drame
- Durée : 87 minutes
- Date de sortie :
  - États-Unis : 28 août 1937

## Distribution
- Kay Francis : Vera
- Ian Hunter : Leonide
- Basil Rathbone : Michael Michailow
- Jane Bryan : Lisa
- Donald Crisp : le Président de la Cour de justice
- Mary Maguire : Hildegard
- Dorothy Peterson : Mrs. Koslov
- Laura Hope Crews : Stella
- Robert Barrat : le Procureur Général
- Ben Welden : l'avocat de la défense
- Veda Ann Borg : Xenia
- Joan Valerie : Wanda